# Belyta bicolor
Belyta bicolor är en stekelart som beskrevs av Louis Jurine 1807.
Belyta bicolor ingår i släktet Belyta och familjen hyllhornsteklar. Arten är reproducerande i Sverige.